# 中川雅文
中川 雅文（なかがわ まさふみ、1960年〈昭和35年〉4月26日 - ）は、日本の医師。専門は耳鼻咽喉科学および神経生理学。国際医療福祉大学教授。一般社団法人日本ニューロマーケティング協会代表理事。一般社団法人日本メイクリスニングセーフ協会理事。一般社団法人遠隔手話通訳協会代表理事。一般社団法人日本ユニバーサルサウンドデザイン協会顧問。
耳鼻咽喉科医師として臨床に携わりながら、耳とコミュニケーション研究の第一人者として広く活躍している。実名Twitter（外部リンク参照）で聴覚評論家と名乗っていることについては、自称ではなくフジテレビの番組で局側の紹介による肩書だったと明かしている。
下記の通り放送メディアに出演するなど、聴覚障碍者の支援に関わる啓蒙活動および教育活動に積極的に取り組んでおり、『Hearing Aids』（Harvey Dillon著、邦題『補聴器ハンドブック』）の監訳や、聴覚の困りの改善や認知症予防を目的として「きく力」をトレーニングするゲームソフトウェア「聴覚認知バランサー」の原案・監修に携わっている。また、後進となる専門家の育成にも熱心に取り組んでおり、補聴器診療等に携わる者を対象とした『補聴器ハンドブック勉強会』を独自に開催している。

## 経歴
1960年 徳島県に生まれる。父の耳鼻咽喉科医である久仁男の開業に伴い愛媛県宇和島市に転居。順天堂大学医学部入学に伴い上京する。1986年 卒業と同時に、河村正三（順天堂大学名誉教授）の主宰する順天堂大学耳鼻咽喉科学教室に入局する。
1994年より武者利光が代表を務める(株)脳機能研究所（川崎市KSP）にて、協力研究員として脳機能画像研究・感性工学に携わる。1995年University of Illinois Chicago（UIC)、Biomedical Functional Imaging Lab にて visiting scholarとして研究に従事、Bin Heとともに Laplacian mapping の開発などにかかわる。
帰国後は臨床に復帰し、 2001年 私学事業団東京臨海病院耳鼻咽喉科部長・順天堂大学客員准教授、2004年 創進会みつわ台病院総合病院副院長などで耳鼻咽喉科臨床を行う。2005年〜2007年 東京工業大学大学院社会理工学研究科（中原凱文教授）講師（非常勤）にて「感性工学概論」を担当する。2008年 東京医科大学聴覚人工内耳センター兼任講師、 2009年 東京医療センター感覚器センター研究員など研究と教育に並行して従事した。
2011年国際医療福祉大学に病院教授として着任、医学部の設置に伴い 2017年 国際医療福祉大学医学部教授・耳鼻咽喉科部長に就任、2022年国際医療福祉大学熱海病院を経て、2023年より国際医療福祉大学成田キャンパス医学部教授として教育研究臨床に従事している。

## 著書
- 『「耳の不調」が脳までダメにする』（2009年、講談社）ISBN 9784062726085
- 『耳トレ!-こちら難聴・耳鳴り外来です』（2011年、エクスナレッジ）ISBN 9784767812021
- 『耳と脳 -臨床聴覚コミュニケーション学試論-』（2015年、医歯薬出版）ISBN 9784263215340
- 『耳がよく聞こえる！ようになる本』（2015年、河出書房新社）ISBN 9784309276625
- 『耳の聞こえがよくなる!3分トレーニング』（2017年、PHP研究所）ISBN 9784569839103
- 『「聞こえにくい」がなおる耳トレ』（2020年、大和書房）ISBN 9784479308232

## 監訳
- Aage R.Moller『脳の可塑性 可塑性のメカニズムと神経系の障害』（2009年、医歯薬出版）ISBN 9784263213377
尾崎勇と共訳
- Harvey Dillon『補聴器ハンドブック 原著第2版』（2017年、医歯薬出版）ISBN 9784263217481

## メディア

### 出演番組
- ためしてガッテン 「まさか私が！？隠れ難聴・耳鳴りの恐怖」 （2004年11月03日、NHK総合1）。
- ためしてガッテン　　「急増！新型難聴の恐怖（2008年4月30日、NHK総合1）。
- ホンマでっか!?TV（2014年9月3日、フジテレビジョン）。
- 駆け込みドクター（2015年6月14日、TBSテレビ）。
- あさイチ「私の耳　遠くなってる？」 （2018年2月26日、NHKデジタル総合1）。
- ひるまえほっと　～関東甲信越～ （2018年8月28日、NHKデジタル総合1）。
- あしたも晴れ！人生レシピ 「何とかしたい！聞こえづらさ」（2018年10月05日、NHKデジタルEテレ）。
- あさイチ　「どこまで知ってる？　離れて暮らす親の生活～リアルな日常に密着」（2020年3月04日、NHKデジタル総合1）。
- 武内陶子のごごカフェ （2021年6月23日、NHKラジオ第1）。